# بنتة دلغادة
بُنتة دِلغادة أو (نقحرة: بونتا ديلغادا) (بالإنجليزية: Ponta Delgada)‏ وهي مدينة تقع في البرتغال في جزيرة ساو ميغيل على جزر الازور وتعتبر أكبر مدينة في إقليم الأزور يبلغ عدد سكان المدينة أكثر من 64 ألف نسمة وتغطي مساحة 233 كلم مربع.

## المناخ
يظهر الجدول التالي التغييرات المناخية على مدار السنة لبُنتة دِلغادة:
| البيانات المناخية لـبُنتة دِلغادة       | البيانات المناخية لـبُنتة دِلغادة | البيانات المناخية لـبُنتة دِلغادة | البيانات المناخية لـبُنتة دِلغادة | البيانات المناخية لـبُنتة دِلغادة | البيانات المناخية لـبُنتة دِلغادة | البيانات المناخية لـبُنتة دِلغادة | البيانات المناخية لـبُنتة دِلغادة | البيانات المناخية لـبُنتة دِلغادة | البيانات المناخية لـبُنتة دِلغادة | البيانات المناخية لـبُنتة دِلغادة | البيانات المناخية لـبُنتة دِلغادة | البيانات المناخية لـبُنتة دِلغادة | البيانات المناخية لـبُنتة دِلغادة |
| الشهر                                 | يناير                           | فبراير                          | مارس                            | أبريل                           | مايو                            | يونيو                           | يوليو                           | أغسطس                           | سبتمبر                          | أكتوبر                          | نوفمبر                          | ديسمبر                          | المعدل السنوي                   |
| ------------------------------------- | ------------------------------- | ------------------------------- | ------------------------------- | ------------------------------- | ------------------------------- | ------------------------------- | ------------------------------- | ------------------------------- | ------------------------------- | ------------------------------- | ------------------------------- | ------------------------------- | ------------------------------- |
| الدرجة القصوى °م (°ف)                 | 20.2 (68.4)                     | 20.4 (68.7)                     | 22.8 (73.0)                     | 22.6 (72.7)                     | 24.0 (75.2)                     | 25.6 (78.1)                     | 28.2 (82.8)                     | 28.8 (83.8)                     | 28.6 (83.5)                     | 26.2 (79.2)                     | 25.5 (77.9)                     | 22.6 (72.7)                     | 28.8 (83.8)                     |
| متوسط درجة الحرارة الكبرى °م (°ف)     | 16.8 (62.2)                     | 16.6 (61.9)                     | 17.0 (62.6)                     | 17.7 (63.9)                     | 19.1 (66.4)                     | 21.4 (70.5)                     | 23.9 (75.0)                     | 25.3 (77.5)                     | 24.3 (75.7)                     | 21.9 (71.4)                     | 19.4 (66.9)                     | 17.8 (64.0)                     | 20.1 (68.2)                     |
| المتوسط اليومي °م (°ف)                | 14.5 (58.1)                     | 14.1 (57.4)                     | 14.5 (58.1)                     | 15.1 (59.2)                     | 16.4 (61.5)                     | 18.6 (65.5)                     | 20.9 (69.6)                     | 22.1 (71.8)                     | 21.4 (70.5)                     | 19.2 (66.6)                     | 16.9 (62.4)                     | 15.4 (59.7)                     | 17.4 (63.4)                     |
| متوسط درجة الحرارة الصغرى °م (°ف)     | 12.2 (54.0)                     | 11.5 (52.7)                     | 12.0 (53.6)                     | 12.3 (54.1)                     | 13.6 (56.5)                     | 15.8 (60.4)                     | 17.8 (64.0)                     | 19.0 (66.2)                     | 18.4 (65.1)                     | 16.5 (61.7)                     | 14.3 (57.7)                     | 12.9 (55.2)                     | 14.7 (58.4)                     |
| أدنى درجة حرارة °م (°ف)               | 4.4 (39.9)                      | 3.5 (38.3)                      | 4.2 (39.6)                      | 5.3 (41.5)                      | 6.6 (43.9)                      | 8.3 (46.9)                      | 11.9 (53.4)                     | 11.9 (53.4)                     | 9.6 (49.3)                      | 8.6 (47.5)                      | 7.4 (45.3)                      | 5.7 (42.3)                      | 3.5 (38.3)                      |
| الهطول مم (إنش)                       | 96.9 (3.81)                     | 84.0 (3.31)                     | 87.7 (3.45)                     | 76.7 (3.02)                     | 72.0 (2.83)                     | 39.6 (1.56)                     | 26.6 (1.05)                     | 46.1 (1.81)                     | 91.9 (3.62)                     | 108.5 (4.27)                    | 108.7 (4.28)                    | 146.9 (5.78)                    | 985.6 (38.80)                   |
| متوسط أيام هطول الأمطار (≥ 0.1 mm)    | 19.7                            | 18.4                            | 19.5                            | 17.5                            | 12.2                            | 9.3                             | 8.9                             | 8.1                             | 12.5                            | 16.5                            | 17.9                            | 17.7                            | 178.2                           |
| المصدر #1: Instituto de Meteorologia, |                                 |                                 |                                 |                                 |                                 |                                 |                                 |                                 |                                 |                                 |                                 |                                 |                                 |
| المصدر #2: Weatherbase (some records) |                                 |                                 |                                 |                                 |                                 |                                 |                                 |                                 |                                 |                                 |                                 |                                 |                                 |

## توأمة
لبونتا ديلغادا اتفاقيات توأمة مع كل من:
- فول ريفر
- نيوبورت

## أعلام
- جواو بيدرو سوزا سيلفا
- باوليتا
- بيدرو باتشيكو
- كارلوس سيزار
- تيوفيلو براغا
- هنريكي بين ديفيد